# Starý Hrozenkov
Starý Hrozenkov település Csehországban, a Uherské Hradiště-i járásban. Starý Hrozenkov Vápenice, Žítková, Vyškovec, Bojkovice és Drétoma településekkel határos. Lakosainak száma 788 fő (2024. január 1.).

## Népesség
A település lakosságának változását az alábbi diagram mutatja:
| Lakosok száma | 758  | 881  | 930  | 1035 | 979  | 914  | 906  | 894  | 764  | 788  |
|               | 1869 | 1900 | 1921 | 1961 | 1980 | 2011 | 2016 | 2019 | 2021 | 2024 |